# هجوم أوتريخت 2019
في 18 مارس 2019، قُتل ثلاثة أشخاص وأصيب خمسة آخرون في إطلاق نار على ترام في مدينة أوتريخت بهولندا. وصفت الشرطة المحلية و NCTV الحادث بأنه هجوم إرهابي محتمل.

## الهجوم
حوالي الساعة 10:45 بتوقيت وسط أوروبا، وقع إطلاق نار على الترام بالقرب من تقاطع 24 أكتوبر في أوتريخت. وذُكر أن مرتكب الجريمة هرب في سيارة. ألقت الشرطة القبض على رجل يبلغ من العمر 37 عامًا تركي المولد. تبحث الشرطة أيضًا عن سيارة رينو كليو حمراء لها صلة بالهجوم.

## الضحايا
تأكد مقتل ثلاثة أشخاص وجرح خمسة آخرين. تم نقل الجرحى إلى المركز الطبي الجامعي بأوترخت.

## معرض صور

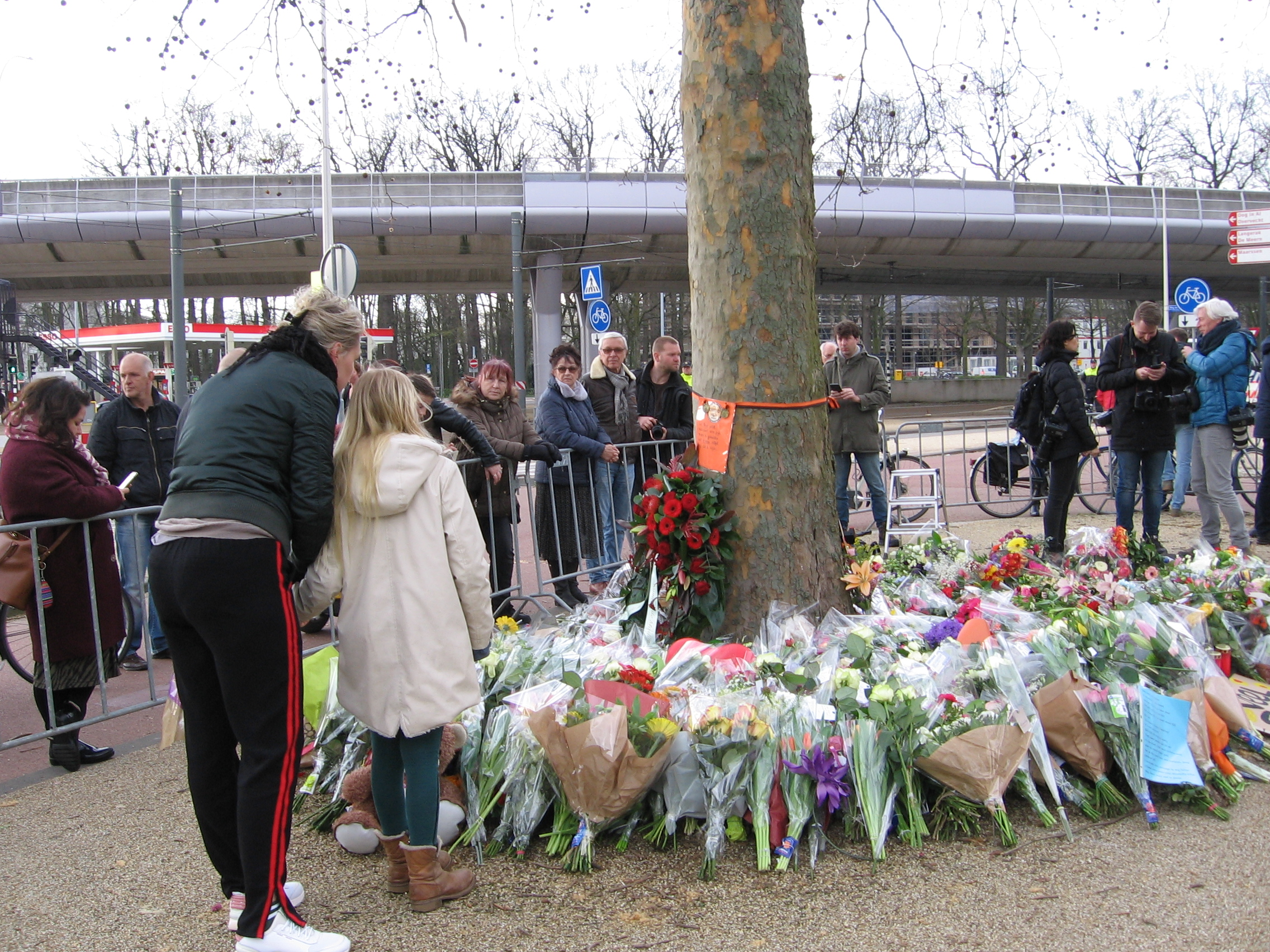
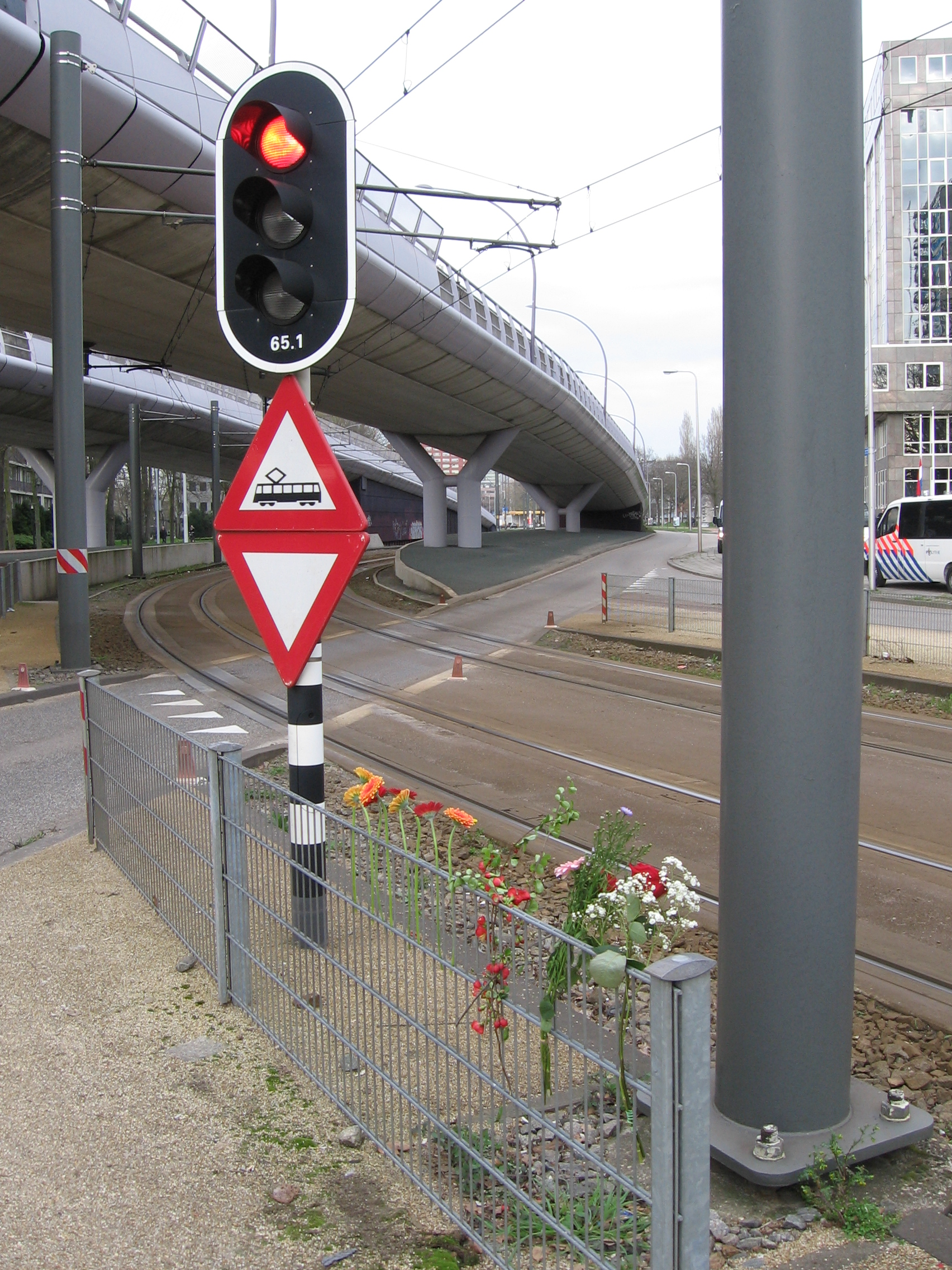
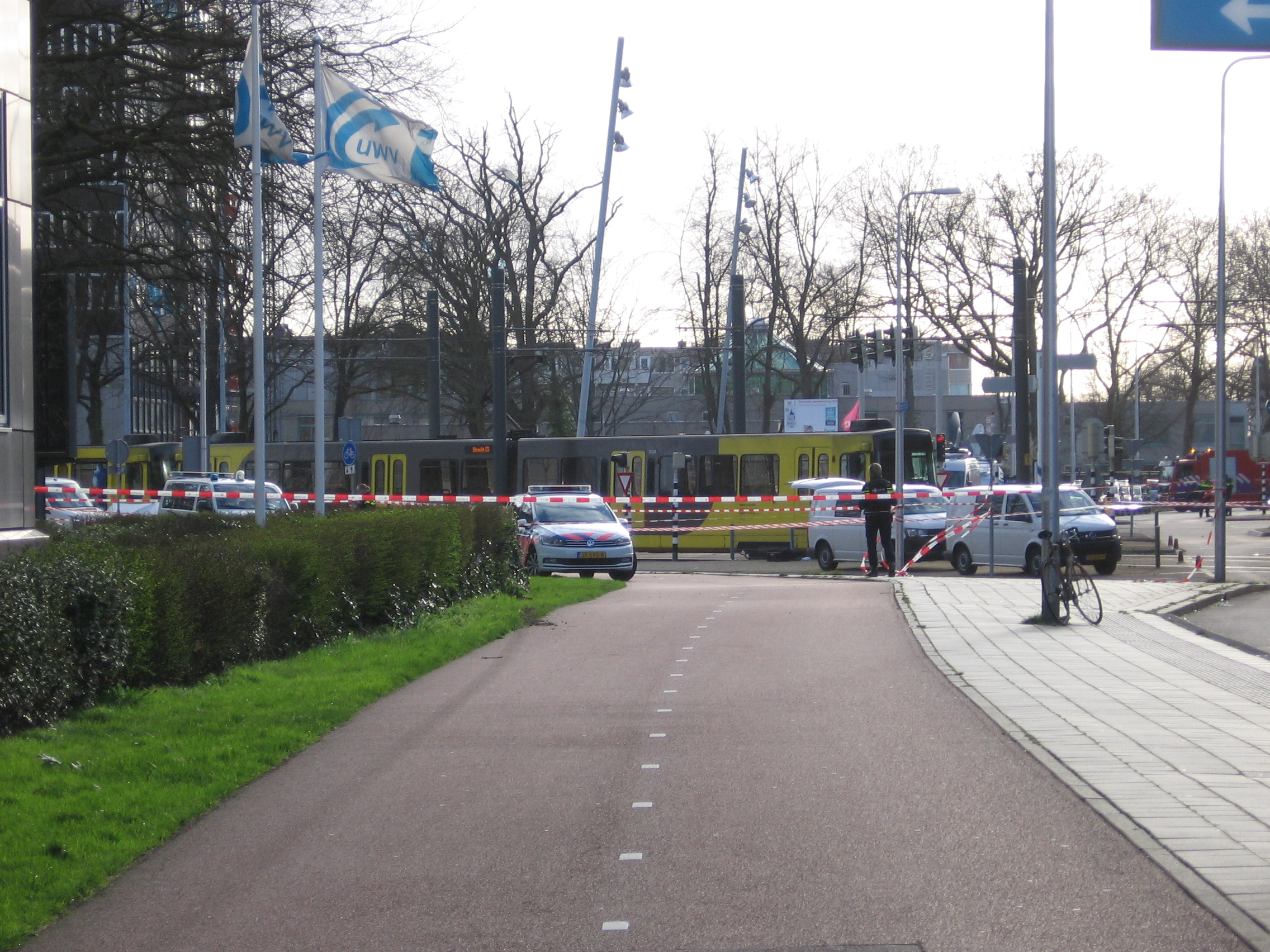
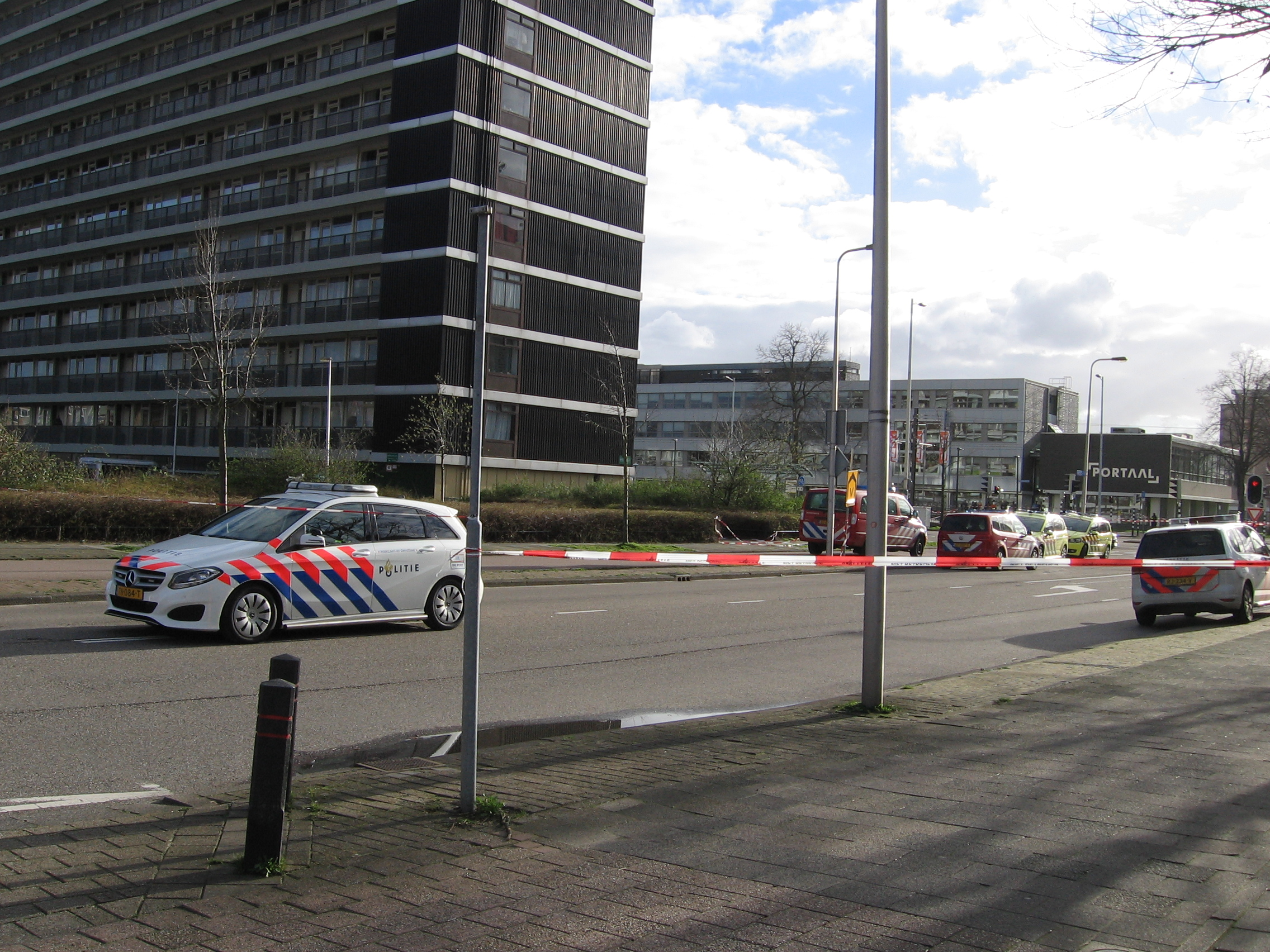
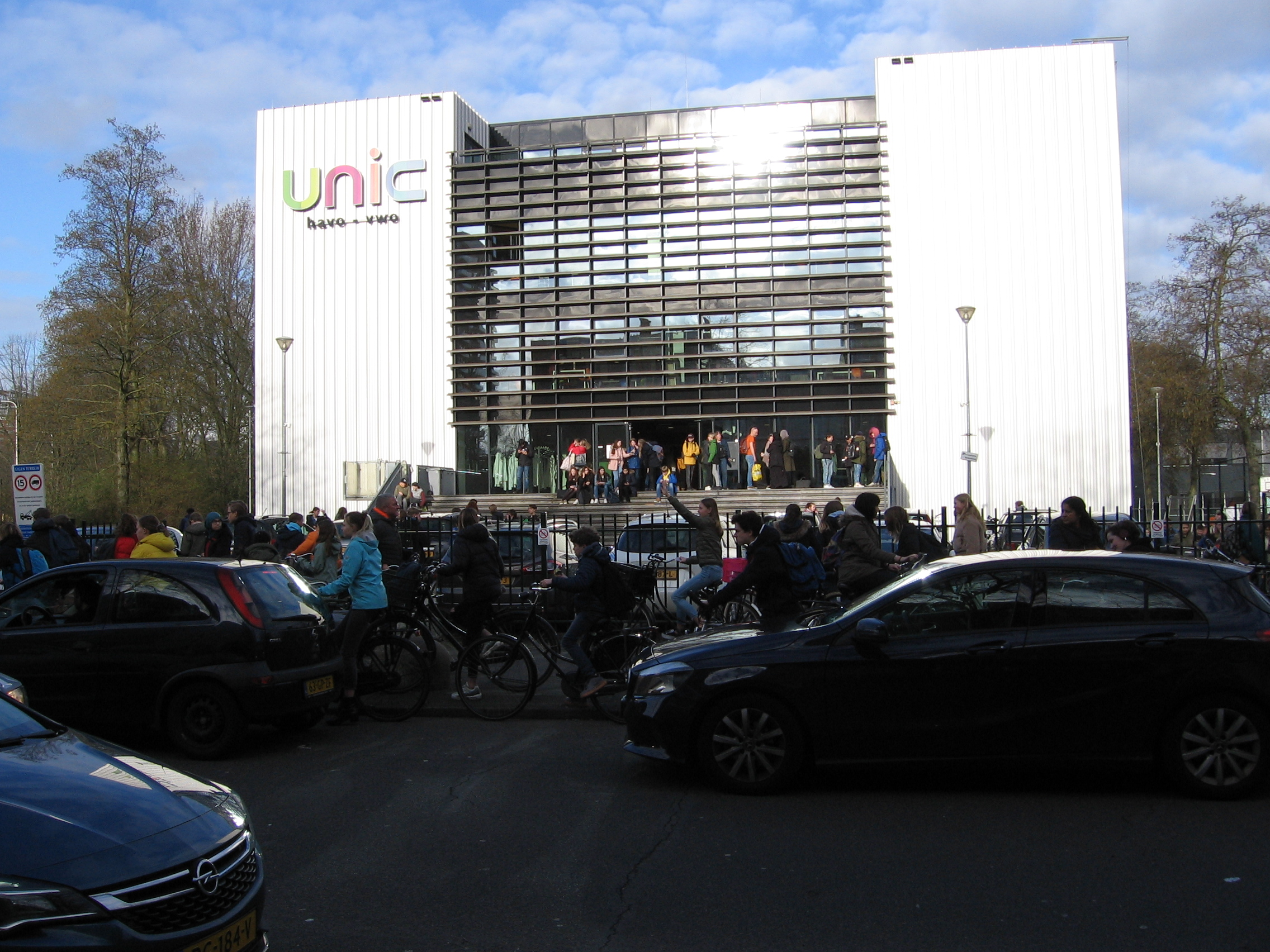
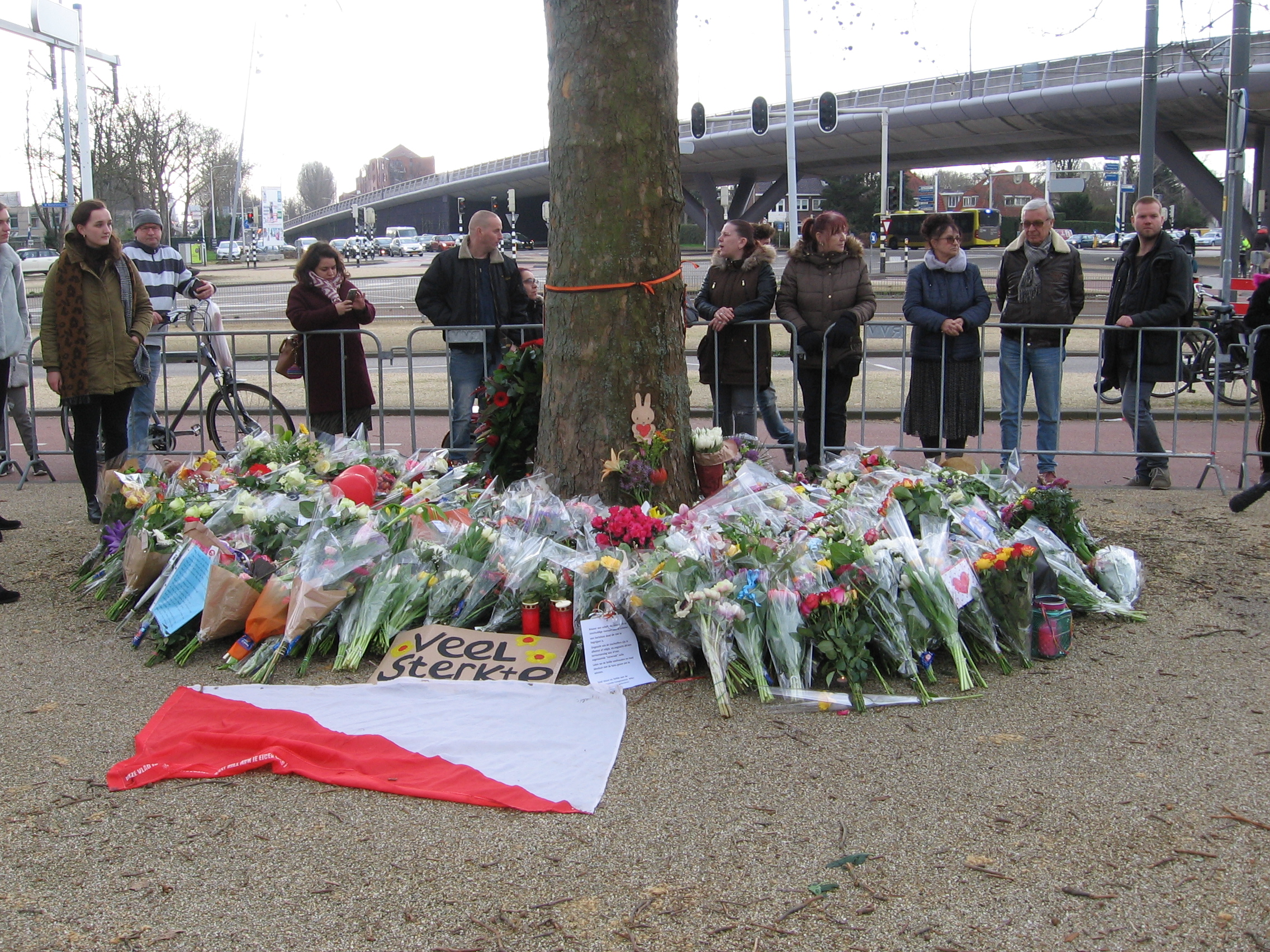